# Рубльова Віра Олександрівна
Ві́ра Олекса́ндрівна Рубльо́ва — учасниця Афганської війни 1979—1989 років, відзначена грамотою Сумської обласної ради.

## З життєпису
Два роки прослужила в Афганістані керівником секретної частини.
Керівник Конотопської міської організації Спілки ветеранів Афганістану «Саланг» від 2008 року.

## Нагороди
- орден княгині Ольги III ступеня (13.2.2015)